# Forseti

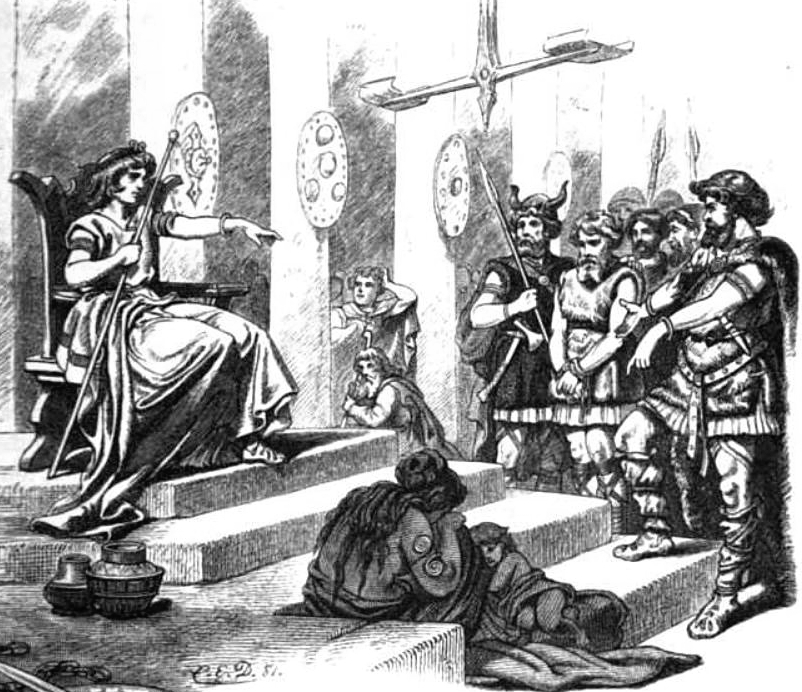
Forseti en un juicio. Ilustración de Carl Emil Doepler (1824 - 1905) para la obra de Wilhelm Wägner Dioses y héroes germánicos nórdicos (Nordisch-germanische Götter und Helden). Otto Spamer (1820 - 1886). Leipzig y Berlín.

Forseti (nórdico antiguo "el que preside", actualmente "presidente" en islandés moderno y feroés) es el Æsir dios de la justicia, la paz y la verdad en la mitología nórdica. Es el hijo de Baldr y Nanna. Su hogar era Glitnir, significando brillante, refiriéndose al techo plateado del vestíbulo y sus dorados pilares, de los cuales irradiaban luz que podía ser vista desde una gran distancia.
Forseti era considerado el más sabio y elocuente de los dioses de Asgard. En contraste con su dios compañero Tyr, quien presidía los sangrientos asuntos de la ley carnal, Forseti presidía las disputas resolviéndolas mediante la mediación. Se sentaba en su vestíbulo, dispensando justicia a aquellos que la buscaban, y era dicho que siempre podía proveer una solución que todas las partes consideraran justa. Como su padre Balder, era un dios dulce y favorecía la paz de modo que todos los juzgados por él podían vivir en seguridad en tanto cumplieran con su sentencia. Forseti era tan respetado que sólo los más solemnes juramentos eran pronunciados en su nombre.
No es mencionado como un combatiente en el Ragnarök, así que se asume que como dios de la paz se abstuvo de la batalla.
Se cree que él fue el dios mayor o ancestro de los Frisones.[cita requerida]

## Otras formas
- Forma germana: Forasizo
- Forma frisona: Fosite, Foiste